# Acromyrmex subterraneus
Espèce
Acromyrmex subterraneus est une espèce de fourmis de la sous-famille des Myrmicinae.

## Répartition
Cette espèce vit en Amérique du Sud : Argentine, Bolivie, Brésil, Paraguay et Pérou.

## Liste des sous-espèces
Selon Catalogue of Life (21 décembre 2016) et AntWeb :
- Acromyrmex subterraneus brunneus (Forel, 1912)
- Acromyrmex subterraneus molestans Santschi, 1925
- Acromyrmex subterraneus ogloblini Santschi, 1933
- Acromyrmex subterraneus peruvianus Borgmeier, 1940
- Acromyrmex subterraneus subterraneus (Forel, 1893)